# منطقة سامفانثاونج
منطقة سامفانثاونج (بالإنجليزية: Samphanthawong District)‏ هي منطقة من مناطق بانكوك. يبلغ عدد سكانها 26932 نسمة وذلك حسب إحصائيات سنة 2013. تبلغ مساحتها 1.416 كم².

الموقع في بانكوك